# Piletocera flavicorpus
Piletocera flavicorpus là một loài bướm đêm trong họ Crambidae.